# Федеральная служба по финансовым рынкам
Федеральная служба по финансовым рынкам (ФСФР России) — упразднённый федеральный орган исполнительной власти, осуществлявший функции по нормативно-правовому регулированию, контролю и надзору в сфере финансовых рынков (за исключением банковской и аудиторской деятельности), в том числе по контролю и надзору в сфере страховой деятельности, кредитной кооперации и микрофинансовой деятельности, деятельности товарных бирж, биржевых посредников и биржевых брокеров, обеспечению государственного контроля за соблюдением требований законодательства Российской Федерации о противодействии неправомерному использованию инсайдерской информации и манипулированию рынком.

## История
ФСФР России была образована Указом Президента РФ от 9 марта 2004 года № 314 «О системе и структуре федеральных органов исполнительной власти». В соответствии с данным Указом ей были переданы функции по контролю и надзору упразднённой Федеральной комиссии по рынку ценных бумаг, функции по контролю и надзору в сфере финансовых рынков упразднённого Министерства труда и социального развития Российской Федерации и функции по контролю деятельности бирж упраздненного Министерства Российской Федерации по антимонопольной политике и поддержке предпринимательства, функции по контролю и надзору в сфере формирования и инвестирования средств пенсионных накоплений Министерства финансов Российской Федерации.
4 марта 2011 года к ФСФР России была присоединена Федеральная служба страхового надзора.
1 сентября 2013 года служба упразднена и её функции переданы в ведение Банка России в соответствии с указом Президента РФ от 25.07.2013 № 645.
3 марта 2014 года Служба Банка России по финансовым рынкам (СБРФР) упразднена. Полномочия, ранее осуществляемые СБРФР по регулированию, контролю и надзору в сфере финансовых рынков, переданы Банку России.

## Функции
Основные функции Федеральной службы по финансовым рынкам:
- осуществление государственной регистрации выпусков ценных бумаг и отчетов об итогах выпуска ценных бумаг, а также регистрации проспектов ценных бумаг;
- обеспечение раскрытия информации на рынке ценных бумаг в соответствии с законодательством Российской Федерации;
- осуществление в рамках установленных федеральными законами и иными нормативными правовыми актами Российской Федерации функций по контролю и надзору за субъектами страхового дела, в отношении эмитентов, профессиональных участников рынка ценных бумаг и их саморегулируемых организаций, акционерных инвестиционных фондов, управляющих компаний акционерных инвестиционных фондов, паевых инвестиционных фондов и негосударственных пенсионных фондов и их саморегулируемых организаций, специализированных депозитариев акционерных инвестиционных фондов, паевых инвестиционных фондов и негосударственных пенсионных фондов, ипотечных агентов, управляющих ипотечным покрытием, специализированных депозитариев ипотечного покрытия, негосударственных пенсионных фондов, Пенсионного фонда Российской Федерации, государственной управляющей компании, а также в отношении товарных бирж, бюро кредитных историй и жилищных накопительных кооперативов;
- контроль и надзор в сфере страховой деятельности, включая ведение Реестра субъектов страхового дела, выдачу, приостановку и отзыв лицензий страховым, перестраховочным и брокерским компаниям, а также обществам взаимного страхования, контроль за исполнением нормативных актов, регулирующих страховую деятельность и выдачу предписаний об устранении нарушений, контроль финансовой устойчивости страховых организаций.

## Руководство
Руководство ФСФР России:
- Руководитель — Дмитрий Панкин.
- Заместители руководителя — Сергей Харламов, Елена Курицына, Яна Пурескина, Юлия Бондарева, Игорь Жук, Олег Пилипец.

После передачи функций ФСФР ЦБ России все руководители ФСФР кроме Дмитрия Панкина переходят на работу в ЦБ РФ.

## Структура
В структуру ФСФР России входили центральный аппарат и территориальные органы.

### Центральный аппарат
- Управление регулирования деятельности на финансовом рынке;
- Управление лицензирования и ведения государственных реестров;
- Управление эмиссионных ценных бумаг;
- Управление организации и проведения надзорных мероприятий на рынке ценных бумаг;
- Правовое управление;
- Управление стратегического планирования организационно-контрольной деятельности;
- Управление делами и архива;
- Управление экономики, финансов и бухгалтерского учёта;
- Административное Управление;
- Управление информации и мониторинга финансового рынка;
- Управление регулирования деятельности на рынке страхования;
- Управление экономического анализа и контроля достоверности отчетности субъектов страхового дела;
- Управление страхового надзора и контроля процедур восстановления платежеспособности;
- Первый отдел.

### Территориальные органы
- Региональное отделение в Центральном федеральном округе;
- Региональное отделение в Северо-Западном федеральном округе;
- Региональное отделение в Южном федеральном округе;
- Региональное отделение в Приволжском федеральном округе;
- Региональное отделение в Юго-Восточном регионе;
- Региональное отделение в Волго-Камском регионе;
- Региональное отделение в Уральском федеральном округе;
- Региональное отделение в Сибирском федеральном округе;
- Региональное отделение в Дальневосточном федеральном округе;

## Участие в работе международных организаций
Федеральная служба по финансовым рынкам РФ являлась постоянным членом Международной организации комиссий по ценным бумагам (IOSCO).